# Édouard Cadol
Pour les articles homonymes, voir Cadol.
Victor Édouard Cadol, né le 11 février 1831 à Paris et mort le 1er juin 1898 à Asnières, est un dramaturge et romancier français.

## Biographie
D’une famille de commerçants qui se trouvait en relation avec George Sand, ayant eu la chance d’être remarqué par cette dernière, en 1862, il fut invité à passer une quinzaine à Nohant et y fut retenu un an.
Il essaya des carrières administratives et entra dans les bureaux du chemin de fer du Nord, mais les abandonna bientôt, à l’âge de vingt-deux ans, pour s’occuper exclusivement de littérature. Il débuta dans les petits journaux comme critique, écrivant au Courrier de Paris, au Journal de Francfort. Il devint secrétaire de la rédaction du Temps, rédigea le courrier des théâtres à l’Esprit public, fut l’un des fondateurs de l’Esprit français avec About, Sarcey et Gasperini, publia des nouvelles dans l’Univers, Le Monde illustré, l’Estafette, le Nord, en même temps qu’il travaillait en collaboration pour les théâtres de la banlieue et du boulevard.
Il ne débuta réellement au théâtre qu’en 1864, avec la Germaine, comédie en trois actes, représentée au Vaudeville grâce au patronage de George Sand, chez qui la pièce avait été écrite et jouée d’abord devant un public d’amis. 
Cette pièce, qui n’obtint qu’un succès d’estime, fut suivie, en 1867, à l’Odéon, d’une comédie en cinq actes, le Maitre de la maison, en collaboration avec Édouard Foussier et Jules Barbier, qui inaugura la direction Chilly, mais il ne fut nommé ni à la scène ni sur l’affiche. Quelques mois après, il donna, encore à l’Odéon, une comédie en cinq actes, signée de lui seul : les Ambitions de M. Fauvel, que la censure avait beaucoup réduite et dans laquelle la critique crut voir une attaque contre les journaux libéraux ; puis au Gymnase, un petit acte, l’Affaire est arrangée.
Il parvint enfin à acquérir la notoriété en donnant au Théâtre Cluny une comédie en quatre actes, les Inutiles, qui dépassa le chiffre de 200 représentations consécutives en 1868 et fut un des plus grands succès de la saison. Le brillant succès de cette comédie ayant établi sa réputation de dramaturge, de nombreuses pièces dès lors sortirent de sa plume. 
La Belle affaire fut applaudie en février 1870, mais la Fausse Monnaie fut une chute en octobre. Le Spectre de Patrick, drame (Château-d’Eau, mars 1872) et la Grand’Maman, comédie en cinq actes (Théâtre-Français, en mai 1875), n’obtinrent que quelques représentations.
Il a publié, d’autre part, un certain nombre de volumes de nouvelles et de romans. Parmi ses romans, on retiendra : Rose, splendeurs et misères de la vie théâtrale (1873) et Hortense Maillot (1885).
Il a également collaboré avec Jules Verne sur les versions théâtrales de certaines œuvres romanesques, comme le Tour du monde en quatre-vingts jours, qui dégénéra en polémique. Il s’occupa longtemps, dans différents journaux, d’études agricoles et vinicoles.
Il a été décoré de la Légion d’honneur le 11 juillet 1891.

## Bibliographie

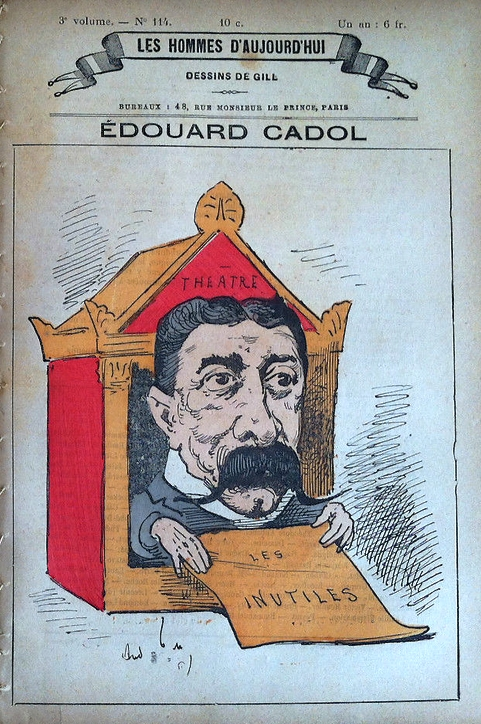
Édouard Cadol caricaturé par André Gill pour Les Hommes d'aujourd'hui, 1879.

## Sources
- Polybiblion : revue bibliographique universelle, t. 83, Paris, Aux bureaux de la revue, 1898, 576 p. (lire en ligne), p. 84-5.